# Stop (rivista)
Stop è stata una rivista settimanale di attualità pubblicata in Italia dal 1946.
Nata come rivista di argomenti femminili, nel corso degli anni ha sviluppato rubriche di attualità, in particolare sul cinema e sul mondo dello spettacolo con particolare attenzione al gossip; inoltre venivano pubblicati romanzi a puntate. Il suo logo storico era costituito dalla scritta "Stop" in lettere bianche stampatelle, all'interno di una figura ovale di colore rosso, il tutto posizionato in alto a sinistra. Dal 2016 la rivista Stop è stata pubblicata da altri editori, fino alla sua chiusura nel 2021.

## Storia

### 1946 - 1994
Venne fondata nel 1946 dai fratelli Alceo e Domenico Del Duca, proprietari della Editrice Universo e delle Edizioni Cino Del Duca, che l'hanno pubblicata fino al 1994. La sua caratteristica fu quella di mantenere la copertina in bianco e nero (se si eccettua il logo ovoidale - con la scritta "stop" - in colore rosso, come in fondo rosso erano alcuni titoli) e in monocromo anche gli interni (con l'eccezione di alcune pagine) ben oltre l'avvento del colore nei rotocalchi. Dal 1963 fino alla morte nel 1986 la rivista fu diretta dalla giornalista e scrittrice Luciana Peverelli. Negli anni settanta la tiratura del settimanale sfiorava il mezzo milione di copie. Nel corso del 1987 venne raggiunta l'uscita numero 2000.

### 1994 - 2015
Nel 1994 il settimanale, giunto al suo 48º anno di pubblicazione, con oltre 2380 uscite alle spalle, e già aggiornato graficamente e nei colori, venne ceduto alla Editrice Quadratum. All'inizio del 1996, con il 50º compiuto, la numerazione venne azzerata, ripartendo dal numero 1. Da quel momento, in linea con le catalogazioni degli altri giornali del genere, l'azzeramento annuale divenne una routine.
Nel corso del 2000 la testata venne ceduta alle Edizioni Mimosa di Milano; in quel periodo il logo cambia più volte, divenendo prima quadrato, poi nuovamente ovale ma più grande e centrale in alto, infine nuovamente ovale in alto a sinistra, mutando la scritta in corsivo.
Nel 2010, in seguito al fallimento dell'editore, il periodico è stato acquisito dalla GVE - Guido Veneziani Editore; in quest'ultimo periodo della sua esistenza, il settimanale viene modificato ampiamente nel proprio formato, nelle grafiche e nelle tipologie di notizie, di fatto omologandolo ad altri giornali già diffusi. Nel 2012 il conteggio viene azzerato anche in relazione all'anno, ripartendo dall'anno 1. Nel 2015 anche la GVE dichiara fallimento e cessa le attività.

### Il marchio Stop: 2016-2021
Il ramo d'azienda che include il marchio Stop e l'utilizzo dello stesso - oramai senza alcuna connessione con la redazione originaria - vengono ceduti in affitto alla DPrint di Vittorio Farina nell'agosto del 2015
Nel dicembre 2016, la PI - Periodici Italiani di Fabio Caso rileva in affitto il medesimo ramo d'azienda, finendo però in liquidazione nel 2017. Nuovamente edita dalla D-Print, nel 2019, in copertina, l'anno di nascita del giornale viene fatto risalire al 1963; con l'uscita del numero 4 del 18 febbraio 2019, al nome stop viene aggiunto, sotto, il nome "Esclusivo". Anche questa azienda, però, fallisce, nel 2019; a quel punto il marchio Stop - dopo altri passaggi editoriali - viene venduto dal Tribunale all' asta. Gli anni conclusivi di Stop sono caotici, con frequenti sospensioni dell'attività dovute a problematiche diverse, e con la rivista che viene pubblicata saltuariamente, con numerazione spesso incoerente.
Alla fine dell'anno il giornale riappare in edicola con un formato grafico completamente diverso, edito dalla K Srl, che ne aveva acquisito i diritti assieme ad altre testate dei pacchetti ceduti dalle precedenti aziende. Nel 2020, si studia un rilancio della rivista, che viene edita a cadenza quindicinale ed in formato cartaceo ed elettronico. Con l'uscita del 2 giugno viene eliminato l'ovale attorno al titolo; con il numero del 22 giugno, il nome Esclusivo prende il sopravvento e viene sovrapposto alla scritta Stop.
Nel 2021 anche il marchio Stop cessa di essere utilizzato.